# Gamblea innovans
Gamblea innovans är en araliaväxtart som först beskrevs av Siebold och Joseph Gerhard Zuccarini, och fick sitt nu gällande namn av C.B.Shang, Lowry och David Frodin. Gamblea innovans ingår i släktet Gamblea och familjen Araliaceae. Inga underarter finns listade.

## Bildgalleri

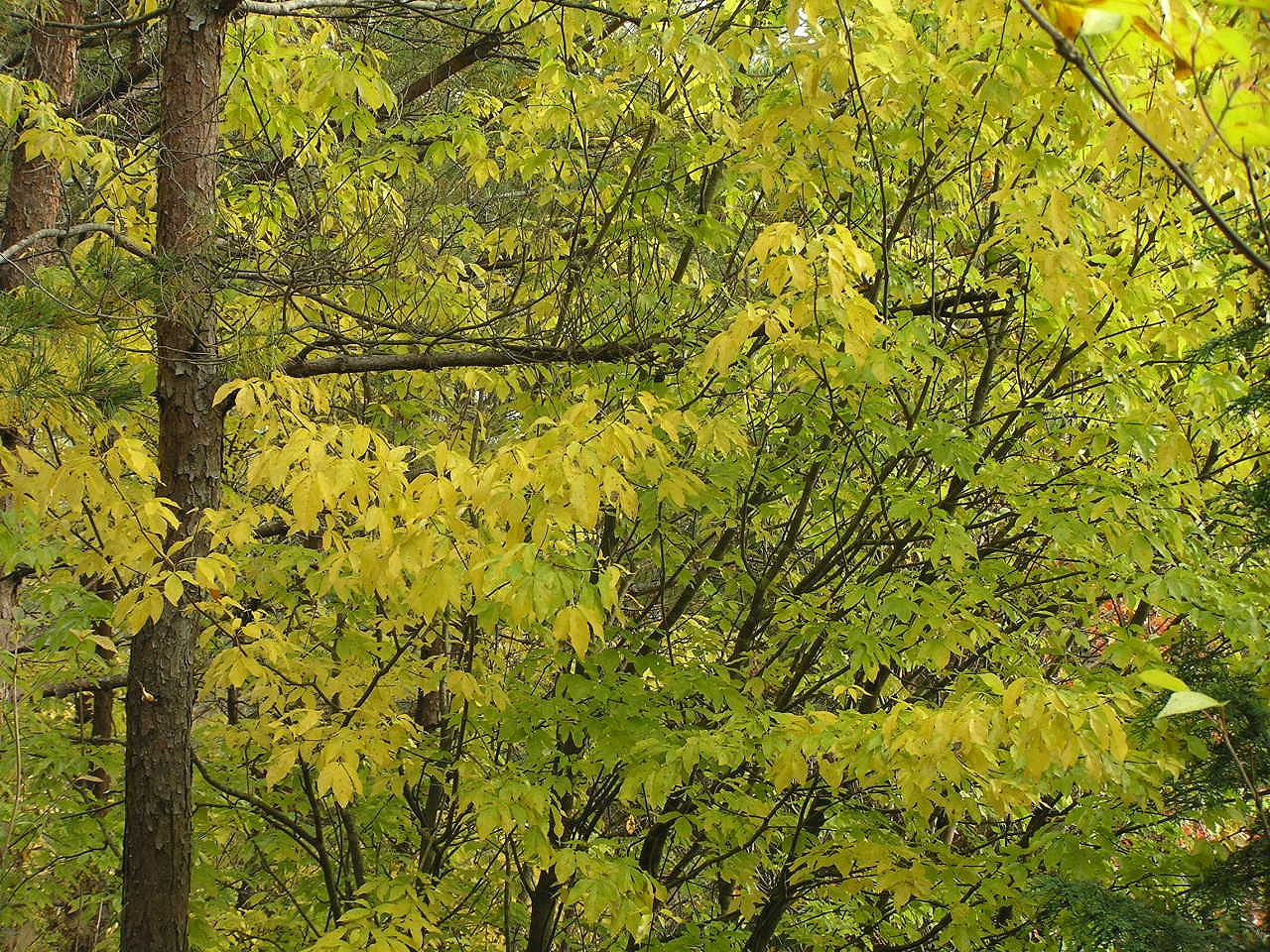
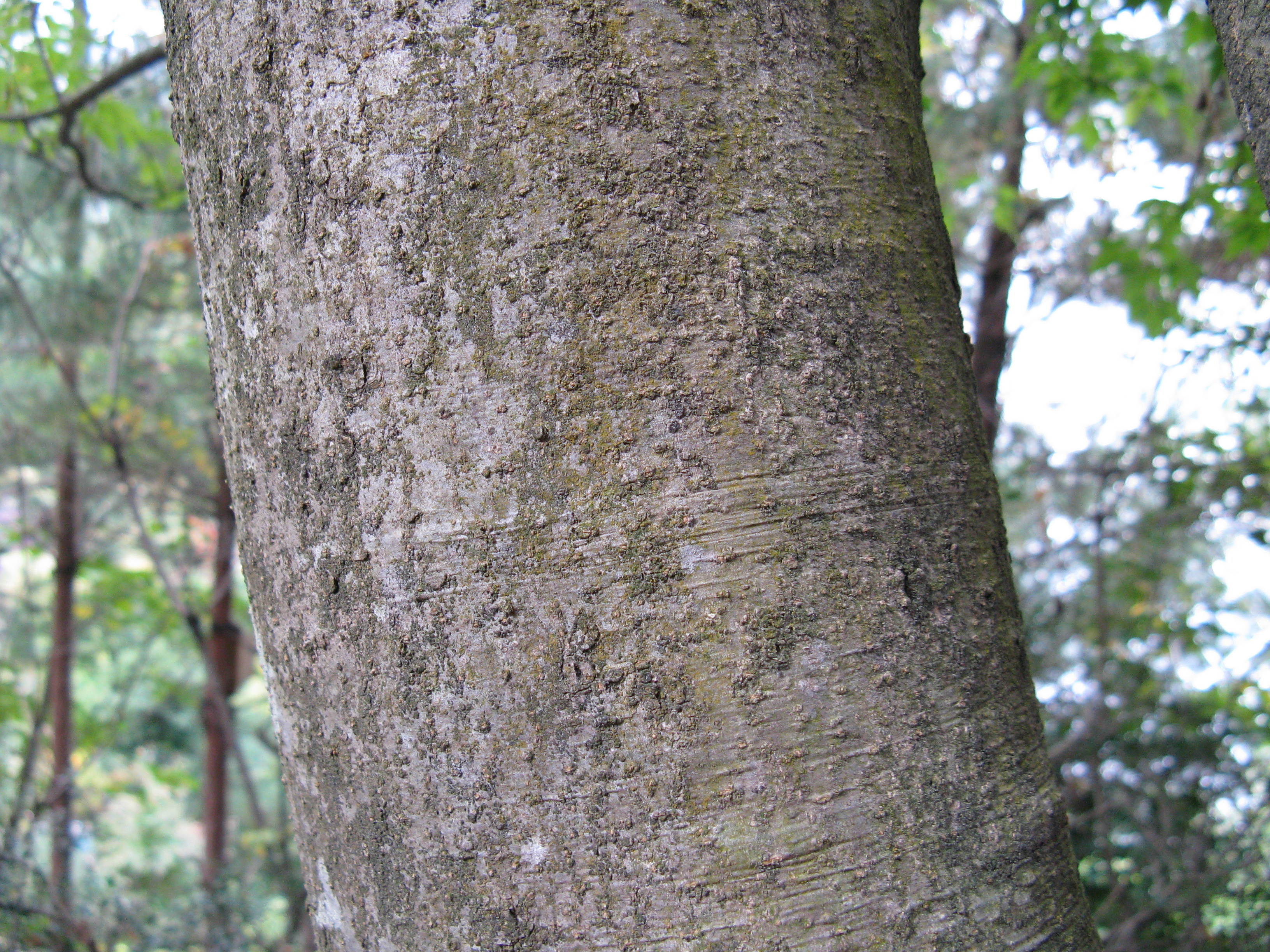
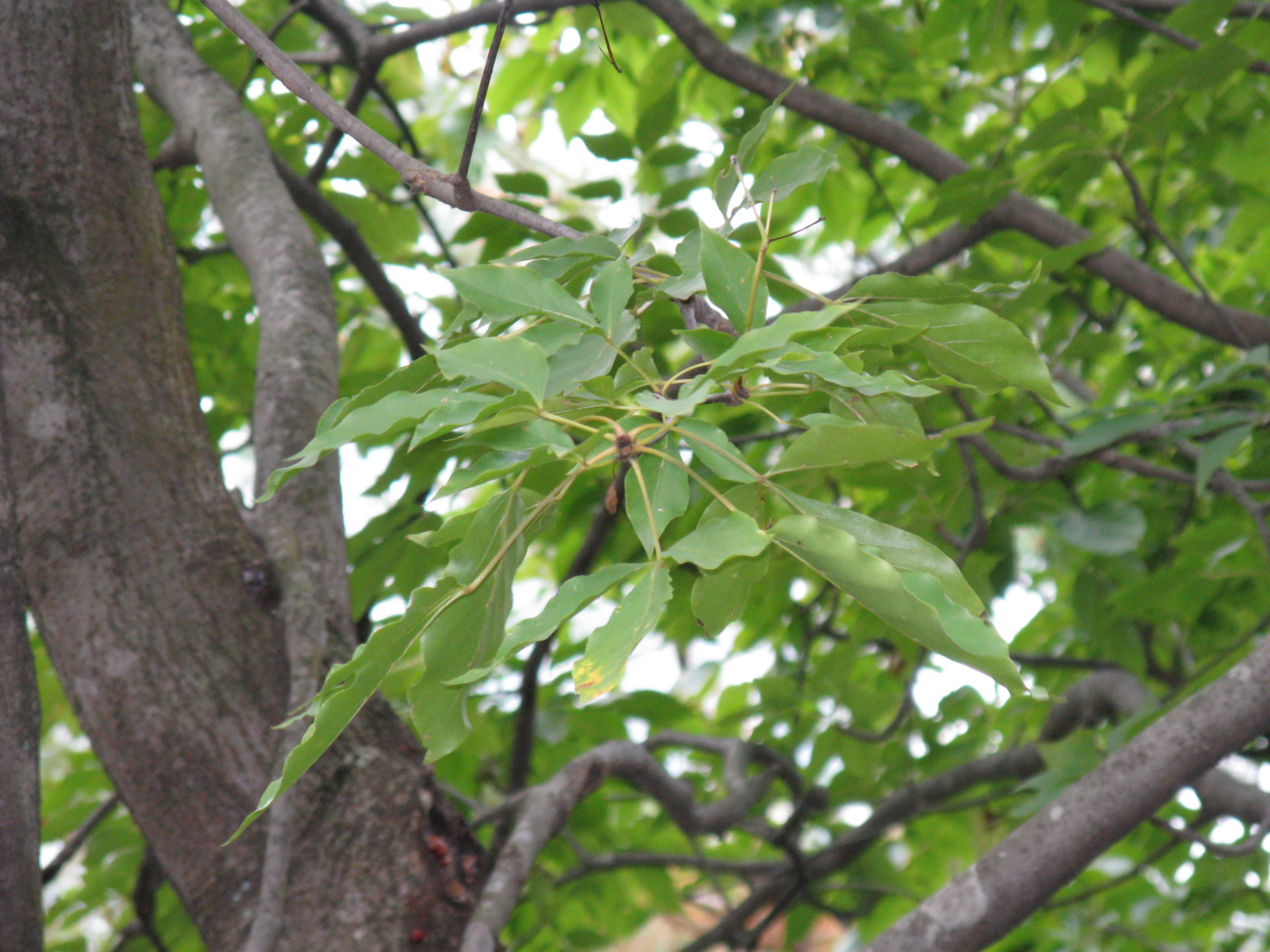
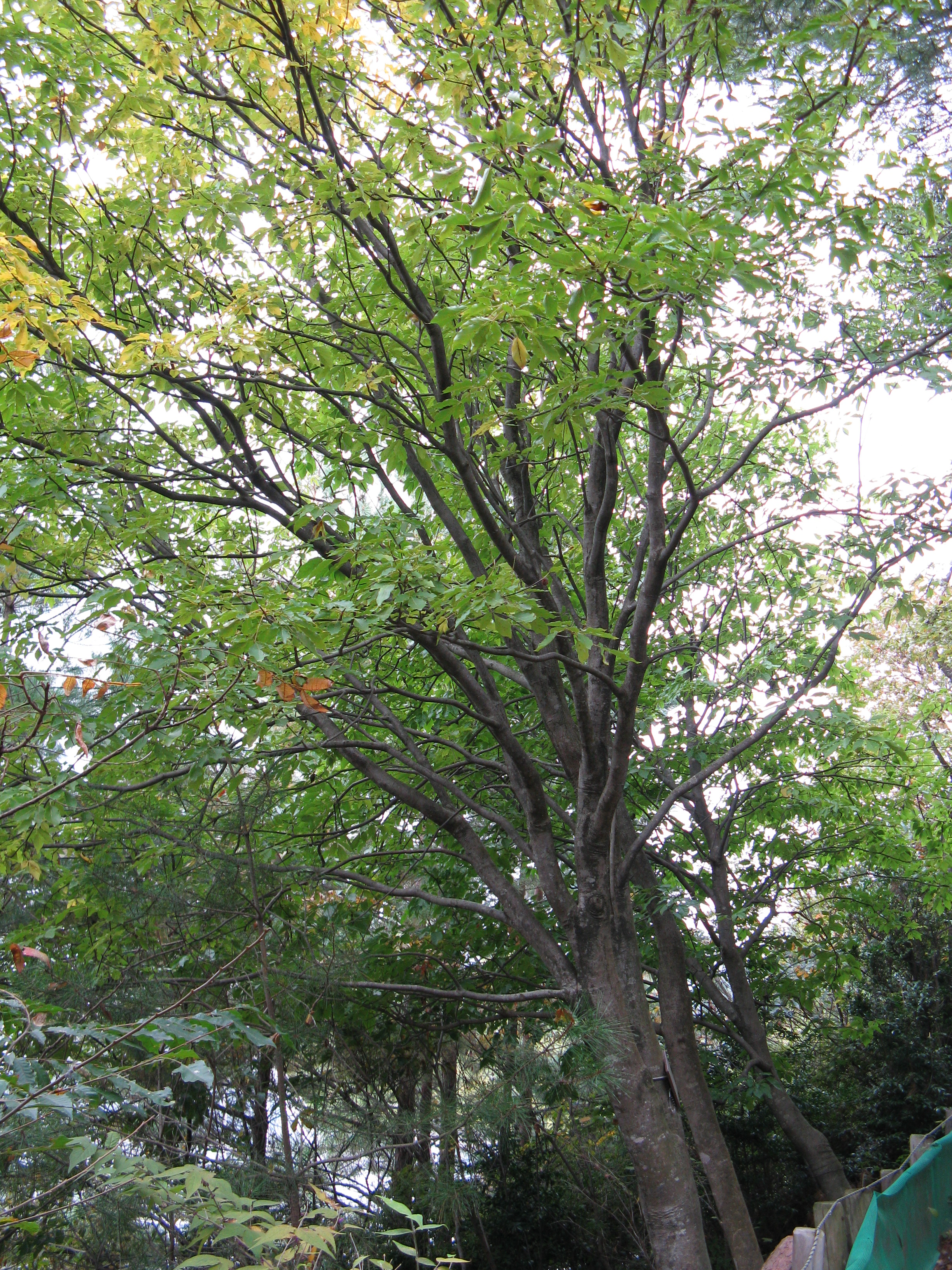
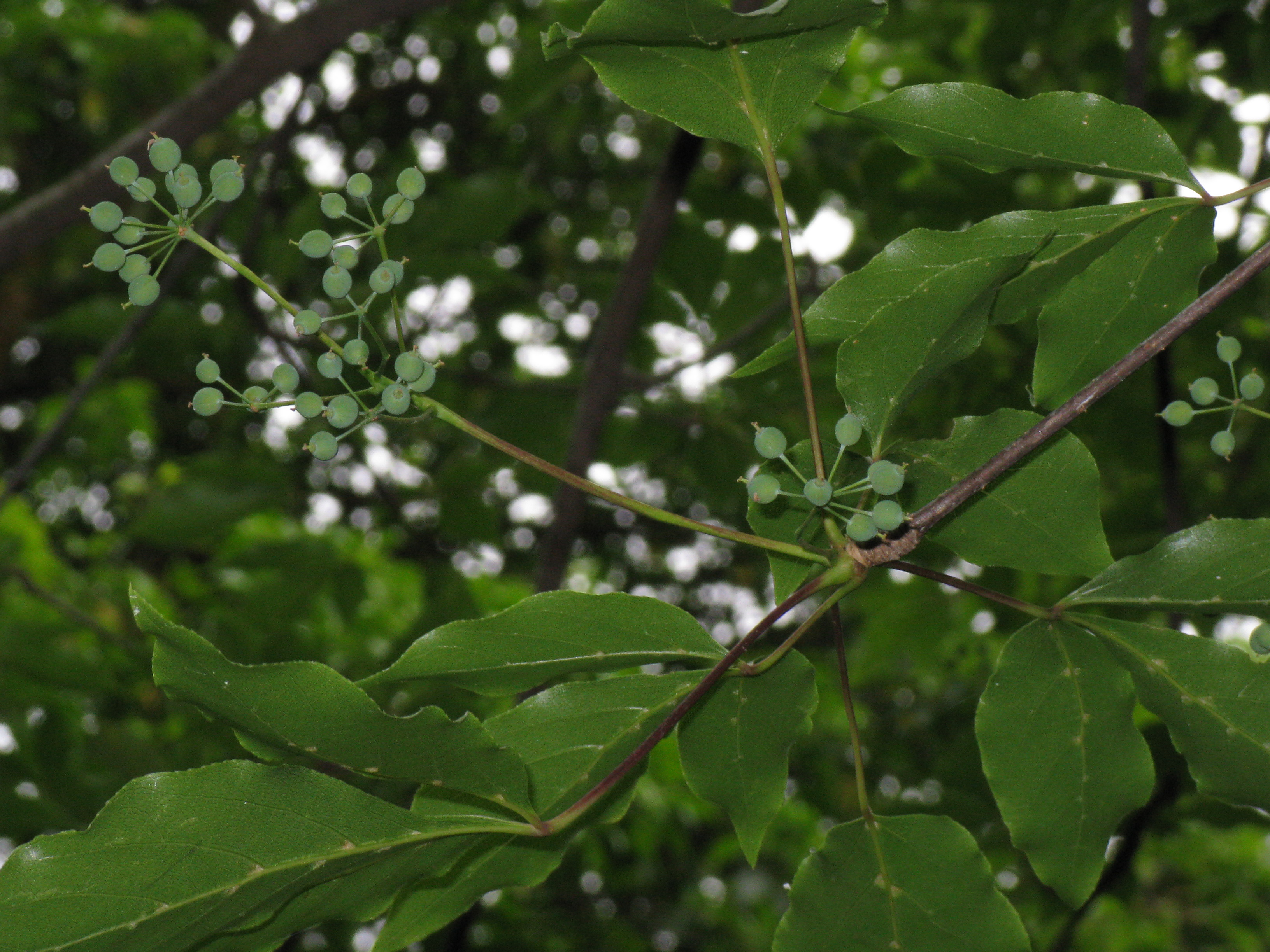